# Kanton Quillan
Der Kanton Quillan war bis 2015 ein französischer Wahlkreis im Département Aude in der Region Languedoc-Roussillon.  Er umfasste 18 Gemeinden im Arrondissement Limoux; sein Hauptort (frz.: chef-lieu) war Quillan. Bei den landesweiten Änderungen in der Zusammensetzung der Kantone im März 2015 wurden seine Mitgliedsgemeinden dem sehr viel größeren Kanton Les Basses Plaines de l’Aude zugeordnet.
Der Kanton war 216,24 km2 groß und hatte 8258 Einwohner (Stand 2012).

## Gemeinden
| Gemeinde               | Einwohner (Stand: 2013) | Code postal | Code Insee |
| ---------------------- | ----------------------- | ----------- | ---------- |
| Belvianes-et-Cavirac   | 289                     | 11500       | 11035      |
| Brenac                 | 214                     | 11500       | 11050      |
| Campagne-sur-Aude      | 615                     | 11260       | 11063      |
| Coudons                | 49                      | 11500       | 11101      |
| Espéraza               | 2002                    | 11260       | 11129      |
| Fa                     | 373                     | 11260       | 11131      |
| Ginoles                | 349                     | 11500       | 11165      |
| Granès                 | 113                     | 11500       | 11168      |
| Marsa                  | 23                      | 11140       | 11219      |
| Nébias                 | 253                     | 11500       | 11263      |
| Quillan                | 3220                    | 11500       | 11304      |
| Quirbajou              | 47                      | 11500       | 11306      |
| Rouvenac               | 213                     | 11260       | 11329      |
| Saint-Ferriol          | 123                     | 11500       | 11341      |
| Saint-Julia-de-Bec     | 101                     | 11500       | 11347      |
| Saint-Just-et-le-Bézu  | 51                      | 11500       | 11350      |
| Saint-Louis-et-Parahou | 62                      | 11500       | 11352      |
| Saint-Martin-Lys       | 38                      | 11500       | 11358      |

## Bevölkerungsentwicklung
| 1962 | 1968   | 1975   | 1982 | 1990 | 1999 | 2006 | 2012 |
| ---- | ------ | ------ | ---- | ---- | ---- | ---- | ---- |
| 9478 | 10.341 | 10.215 | 9829 | 8927 | 8482 | 8540 | 8258 |